# Stéphane Ravier
Pour les articles homonymes, voir Ravier.
Ne doit pas être confondu avec Julien Ravier.
Stéphane Ravier, né le 4 août 1969 à Gap (Hautes-Alpes), est un fonctionnaire et homme politique français d'extrême droite. 
Membre à partir de 1991 du Front national — devenu Rassemblement national en 2018 —, il est conseiller régional de Provence-Alpes-Côte d'Azur de 2010 à 2016 et conseiller municipal d'opposition à Marseille depuis 2014, réélu en 2020.
Maire du 7e secteur de Marseille de 2014 à 2017 et sénateur des Bouches-du-Rhône depuis 2014, Stéphane Ravier est une figure symbolique de la percée du Front national aux élections municipales et sénatoriales de 2014.
Candidat du Rassemblement national à la mairie de Marseille aux élections municipales de 2020, ses listes arrivent en troisième position et il est lui-même battu dans le 7e secteur par la liste LR. Il est réélu sénateur peu après.
En 2022, après plus de trente ans d’adhésion au FN, et alors qu'il rencontre des dissensions avec la direction nationale du mouvement, il rallie la candidature d'Éric Zemmour pour l'élection présidentielle et rejoint son parti Reconquête, qu'il quitte en 2024.

## Situation personnelle
Stéphane Ravier naît le 4 août 1969 à Gap. Il est le fils d'un ouvrier électricien et d'une mère au foyer d’origine italienne. Sa famille vit à Marseille, dans les quartiers Nord. Son grand-père est communiste tandis que ses parents votent pour François Mitterrand.
Il est reçu au concours de la fonction publique d'État et intègre l'administration des Postes, télégraphes et téléphones (PTT) dans le service postal. Il occupe ensuite les fonctions d'employé au service commercial d'Orange (ex-PTT) à Marseille. Il est dès lors en disponibilité de la fonction publique.
Stéphane Ravier a été marié une première fois, il a eu deux enfants. Il se remarie en août 2023 avec Emmy Font, qui fut sa collaboratrice parlementaire, avec qui il a deux enfants en 2022 et en 2023, Jehanne et Henri. Sa nièce Sandrine D'Angio lui succède comme maire du 7e secteur en 2017, et siège au sein de la commission nationale d'investiture du Rassemblement national jusqu'en 2020,.

## Parcours politique

### Débuts
Il milite au Front national depuis l'âge de 16 ans et participe à toutes les élections depuis 1995, date à laquelle il est élu, à 25 ans, conseiller du 3e secteur de Marseille,,,,.

### Ascension
En 2008, lors des élections municipales, il mène la liste du Front national à Marseille qui obtient 8,8 % des suffrages (23 475 voix) au premier tour. Il est alors l'un des rares élus FN de la ville (conseiller du 7e secteur de Marseille).
Lors des élections régionales de 2010 en Provence-Alpes-Côte d'Azur, il est tête de la liste FN dans les Bouches-du-Rhône, la liste régionale étant menée par Jean-Marie Le Pen. La liste départementale obtient 23 % des suffrages au second tour dans une triangulaire gagnée par la gauche en la personne de Michel Vauzelle. Stéphane Ravier est ainsi élu conseiller régional.
Aux élections législatives de 2012, il arrive en tête au premier tour (29,9 % des voix) dans la 3e circonscription des Bouches-du-Rhône qui se situe dans le Nord-Est de Marseille. Au second tour, il est battu de peu (49,0 %, 17 263 voix) par Sylvie Andrieux (PS) qui a seulement 699 voix d'avance.
Au cours de la campagne, il est suivi, parmi d'autres candidats en France, par Serge Moati qui réalise un documentaire, Législatives 2012, la vraie campagne, diffusé en juin 2012 par France Télévisions,.

### Maire et sénateur
Lors des élections municipales de 2014, il fait campagne avec des militants de l'Action française,. Sa liste « Marseille bleu Marine » du Front national obtient un score important au premier tour avec 23,2 % des suffrages, 59 159 voix, en seconde position derrière celle de Jean-Claude Gaudin (UMP) et devant celle de Patrick Mennucci (PS). Au second tour, la liste de Jean-Claude Gaudin gagne mais il remporte un secteur de Marseille, ce qui est une première pour un responsable du Front national. Ce sont les 13e et 14e arrondissements de la ville, dans les quartiers nord, les plus peuplés avec plus de 150 000 habitants et dont les électeurs offrent au FN l'une des plus grosses prises de son histoire,. Jérôme Fourquet, directeur à l'IFOP, relève que « c'est d'abord, et très majoritairement, l'électorat non issu de l'immigration qui a voté Stéphane Ravier au second tour des municipales, alors que les bureaux à plus forte proportion de prénoms musulmans sont restés massivement fidèles à la gauche ». Stéphane Ravier est élu maire du 7e secteur de Marseille le 11 avril 2014,,. Sa gestion de la mairie de secteur ne fait pas l'unanimité, lui valant, selon des médias, le surnom de « dictateur nord-phocéen » par ses propres adjoints. Par ailleurs, en novembre 2016, sept élus frontistes ont démissionné de leurs fonctions d'adjoints et du Front national et deux fonctionnaires sont partis.
Lors des élections sénatoriales du 28 septembre 2014, Stéphane Ravier est élu sénateur (la liste qu'il mène dans les Bouches-du-Rhône obtient 12,4 % des voix) et devient l'un des deux premiers élus FN au Sénat avec David Rachline, maire de Fréjus.
Tête de liste FN dans les Bouches-du-Rhône pour les élections régionales de 2015 en Provence-Alpes-Côte d'Azur, il est réélu conseiller régional mais démissionne aussitôt de sa fonction pour ne pas demeurer en situation de cumul des mandats,.
Il est candidat aux élections législatives de 2017 dans la 3e circonscription des Bouches-du-Rhône. Bien qu'arrivé largement en tête au premier tour avec 30,8% des suffrages exprimés, il est battu au second tour avec 47,6 % par la candidate LREM, Alexandra Louis.
À la suite du vote de la loi sur le non-cumul des mandats, il démissionne de son mandat de maire du 7e secteur de Marseille. Sandrine D'Angio, sa première adjointe et nièce, assure l'intérim, avant de lui succéder comme maire de secteur,.
Il est candidat aux élections municipales de 2020 à Marseille. Au premier comme au second tour, les listes qu'il conduit arrivent en troisième position au niveau de Marseille, avec respectivement 19,5 % et 20,3 % des voix, derrière la liste d'union de la gauche conduite par Michèle Rubirola et celles des Républicains conduites par Martine Vassal,. Bien qu'arrivé largement en tête au premier tour dans le 7e secteur avec 33,5 % des suffrages exprimés, Stéphane Ravier est battu de justesse au second tour avec 49 % par le candidat Les Républicains, David Galtier, faisant perdre au RN son seul secteur de Marseille gagné en 2014. Face aux soupçons de fraude présents dans la ville, il dépose un recours en annulation dans les 13e et 14e arrondissements.
Candidat à sa succession lors des élections sénatoriales de 2020 dans les Bouches-du-Rhône, il parvient à conserver son siège au Sénat avec 20 voix d'avance, alors que les observateurs le donnaient battu à la suite de sa défaite aux élections municipales.

### Ralliement à Éric Zemmour

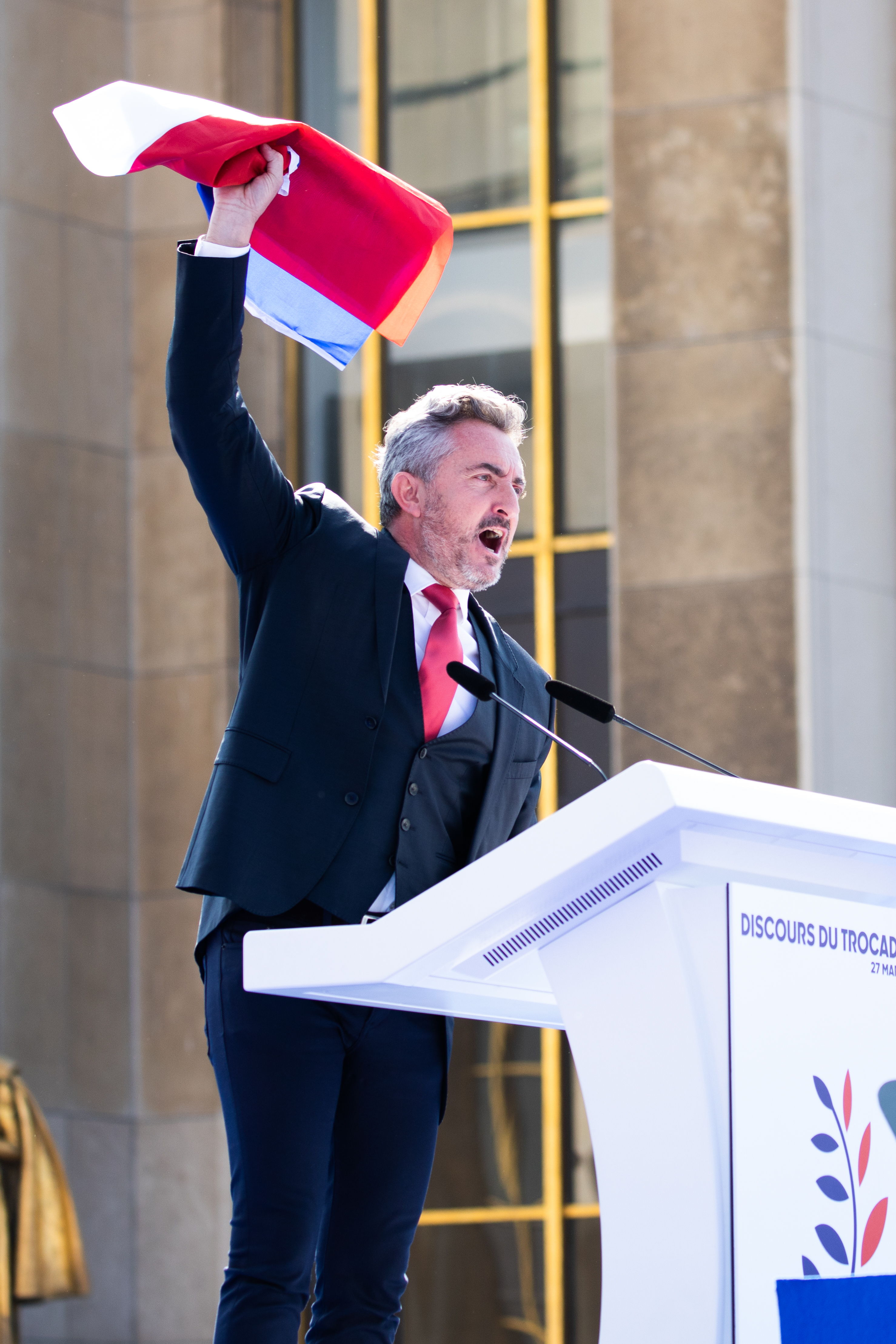
Stéphane Ravier lors d'un meeting d'Éric Zemmour en mars 2022, sur la place du Trocadéro à Paris.

En février 2022, il quitte le bureau national et le conseil national du RN, après que les instances du parti l'ont désavoué dans le conflit l'opposant à Franck Allisio, vice-président du groupe RN (présidé par Stéphane Ravier) au conseil municipal de Marseille et conseiller de Marine Le Pen, au sujet de l'apport d'un parrainage d’une élue RN (exclue depuis) à Éric Zemmour pour l'élection présidentielle. Dans le même temps, Stéphane Ravier annonce la création d'un mouvement, Marseille d’abord, sans pour autant quitter le RN. Cependant, le 13 février, après 31 ans passés au RN, le sénateur annonce qu'il rejoint Reconquête et qu'il soutiendra Éric Zemmour pour l'élection présidentielle de 2022,.
En 2023, Libération met en avant ses liens avec plusieurs groupuscules d'extrême droite du sud de la France, parmi lesquels le Bastion social. Il fonde par ailleurs sa propre organisation de jeunesse fin 2022, le « groupuscule » « Défends Marseille ».
Lors de la campagne élections législatives anticipées de 2024, Stéphane Ravier annonce apporter son soutien à Marion Maréchal dans le conflit qui l'oppose à Éric Zemmour. Tout comme elle, il quitte ensuite Reconquête. Il décide de siéger au Sénat sous les couleurs de son mouvement, Marseille d’abord, et milite pour l'union des droites afin de conquérir la mairie de Marseille.

## Prises de position
Stéphane Ravier défend la thèse du grand remplacement.
D'après le politologue Joël Gombin, Stéphane Ravier fait partie des frontistes qui, lors de la crise de 2015 opposant Marine Le Pen à Jean-Marie Le Pen, ont « dû faire allégeance à Marine Le Pen et Florian Philippot, même si, au fond d'eux, ils jugeaient excessive leur intransigeance à l'égard de Jean-Marie Le Pen ». Mediapart souligne que tout en condamnant la «  sortie rivarolienne » de Jean-Marie Le Pen, il a salué son « courage extraordinaire » et s'est opposé à son exclusion, avant de se ranger derrière Marine Le Pen. Lors de l'université d'été 2015 du FN, il justifie son soutien à Marine Le Pen en expliquant que Jean-Marie Le Pen lui a appris « le sens de la discipline et de la fidélité au parti ».
En 2016, il condamne les accords d'Évian et qualifie le général de Gaulle de « général félon ».
En juin 2016, dans le cadre du projet de loi travail, il dépose au Sénat, avec David Rachline, des amendements visant notamment à relever des seuils sociaux, à encadrer l'activité syndicale, à faciliter les accords d'entreprise, et à défiscaliser les heures supplémentaires. Il propose également la suppression du compte pénibilité et de l'article assouplissant le régime de preuve en cas de harcèlement. Marine Le Pen lui enjoint de retirer ces amendements, qu'elle juge trop libéraux.
Il organise en novembre 2016 une manifestation pour réagir à l'arrivée d'environ 80 migrants à Marseille après avoir fait voter une délibération anti-migrants dans sa mairie d'arrondissement. Face à cette manifestation d'une centaine de personnes, une contre-manifestation pro-migrants réunissant cinq cents personnes est organisée à l'appel de différentes associations marseillaises.
En octobre 2018, il se félicite de l'occupation des locaux de SOS Méditerranée par des militants identitaires dans un tweet : « L’ONG pseudo-humanitaire SOS Méditerranée est bel et bien complice des trafiquants d’êtres humains : bravo à Génération identitaire pour son action pacifique devant leurs locaux à #Marseille ! Le temps de l’impunité est terminé ! ».
En mars 2023, il participe à un événement organisé par Les Remparts, association anciennement connue comme la branche lyonnaise de Génération identitaire.

## Affaires judiciaires

### Prescription dans l'affaire Metaxas
En décembre 2023, il est « condamné par le tribunal correctionnel de Lyon pour injure publique après la publication d'un message insultant à l'encontre d'un avocat ». Il est condamné à une amende de 10 000 euros, à publier la décision judiciaires sur ses réseaux, sous astreinte de 1 000 euros par jour. Le tribunal « a aussi accordé 10 000 euros de dommages et intérêts à la partie civile, et 1 000 euros en dédommagement des frais judiciaires. » Il avait précisément traité un avocat lyonnais de « raclure » parce que ce dernier avait défendu un homme condamné pour avoir tué en voiture une jeune femme qu'il a trainée sur 800 mètres en juillet 2020 à Lyon,. Stéphane Ravier n'a finalement pas été condamné, l'action publique s'est éteinte par acquisition de la prescription.
Le 23 février 2024, Stéphane Ravier est condamné à une amende de 3 000 euros par le tribunal correctionnel de Marseille pour diffamation à l'encontre de l'ONG SOS Méditerranée. Le sénateur qui avait accusé l'ONG en 2018 « d'être complice du trafic d'êtres humains » doit également lui verser la somme symbolique d'un euro au titre du préjudice moral et de 3 000 euros pour frais de procédure. L'élu annonce vouloir faire appel,. En appel, le tribunal relaxe Stéphane Ravier en raison de la prescription

### Corruption
En 2021, l'Agence française anticorruption fait état d'un possible « détournement de fonds publics » de sa part. Sa gestion est par ailleurs critiquée et il est notamment mis en cause pour le coût de ses vœux à la population, estimés à 100 000 euros, soit 4 % des dépenses des mairies des 13e et 14e arrondissements ou pour avoir fait embaucher son propre fils dans sa mairie. En août 2021, le parquet de Marseille ouvre une enquête préliminaire le visant pour « favoritisme et recel de favoritisme » dans une affaire de marchés publics pour la création du site internet de sa mairie de secteur.
Le 17 avril 2024, 1 an de prison avec sursis et 5 ans d'inéligibilité ont été requis par le procureur, avec également 20 000 euros d'amende. Stéphane Ravier est condamné a six mois de prison avec sursis et un an d'inéligibilité pour prise illégale d'intérêts le 29 mai 2024 par le tribunal correctionnel de Marseille. Il annonce faire appel de cette décision,.
Son fils Thomas Ravier est condamné à 10 000 euros d’amende dont 5 000 euros avec sursis, et à un an d’inéligibilité, étant donné qu’il avait été employé par son père quand il était maire de secteur à Marseille en 2015.

### Relaxe dans une accusation de diffamation raciale
En juillet 2021, il publie un tweet faisant référence au meurtre d'un jeune homme en Seine-et-Marne : « Théo, 18 ans, assassiné par un Sénégalais à Claye-Souilly. L'immigration tue la jeunesse de France. ». Ce dernier provoque l'ouverture d'une enquête par le parquet de Marseille. Une amende pénale de 1 000 € est requise le 12 mai 2023 pour « diffamation raciale », mais il est relaxé en juillet 2023.

### Relaxe dans l’affaire Samia Ghali contre Stéphane Ravier
En avril 2019, à l'occasion d'une réunion publique, il déclare : « La sénatrice Samia G., c’est le point G. de Marseille ! ». Pour cette saillie, le tribunal correctionnel de Marseille le condamne à 1 500 euros d’amende pour « injure sexiste ». Le cour d'appel d'Aix le relaxe cependant en retenant que le « jeu de mots douteux visant à faire rire l'auditoire […] n'assimile pas Samia Ghali à un objet ou à un symbole sexuel et ne fait en rien référence à sa sexualité » et en ce que « [ces propos] ne revêtent pas le caractère d'une injure ».

### Soupçons de financement illégal de campagne électorale
Lui et sa femme Emmy Font sont entendus en juin 2025 dans le cadre d'une enquête préliminaire pour des faits de financement illégal de campagne électorale du Rassemblement national, impliquant le milliardaire  Pierre-Édouard Stérin,. 

## Synthèse des résultats électoraux

### Élections législatives
| Année | Parti | Parti | Circonscription         | 1er tour | 1er tour | 1er tour | 2d tour | 2d tour | 2d tour | Issue |
| Année | Parti | Parti | Circonscription         | Voix     | %        | Rang     | Voix    | %       | Rang    | Issue |
| ----- | ----- | ----- | ----------------------- | -------- | -------- | -------- | ------- | ------- | ------- | ----- |
| 2012  |       | FN    | 3e des Bouches-du-Rhône | 10 975   | 29,87    | 1er      | 17 962  | 49,01   | 2e      | Battu |
| 2017  | 9 024 | FN    | 3e des Bouches-du-Rhône | 30,84    | 1er      | 11 641   | 47,58   | 2e      | Battu   |       |

### Élections sénatoriales
Les résultats ci-dessous concernent uniquement les élections où il est tête de liste.
| Année | Partis | Partis | Département      | Voix | %     | Rang | Sièges |
| ----- | ------ | ------ | ---------------- | ---- | ----- | ---- | ------ |
| 2014  |        | FN     | Bouches-du-Rhône | 431  | 12,39 | 3e   | 1 / 8  |
| 2020  |        | RN     | Bouches-du-Rhône | 345  | 10,33 | 4e   | 1 / 8  |

### Élections municipales
Les résultats ci-dessous concernent uniquement les élections où il est tête de liste.
| Année | Liste                   | Liste | Commune                 | 1er tour | 1er tour | 1er tour | 2d tour | 2d tour | 2d tour  | Sièges obtenus | Sièges obtenus | Sièges obtenus |
| Année | Liste                   | Liste | Commune                 | Voix     | %        | Rang     | Voix    | %       | Rang     | CS             | CM             | CC             |
| ----- | ----------------------- | ----- | ----------------------- | -------- | -------- | -------- | ------- | ------- | -------- | -------------- | -------------- | -------------- |
| 2008  |                         | FN    | 7e secteur de Marseille | 4 847    | 11,80    | 3e       | 3 642   | 8,03    | 3e       | 1 / 48         | 0 / 16         |                |
| 2008  | Ville de Marseille      | FN    | 23 475                  | 8,76     | 3e       | 3 642    | 1,83    | 3e      | 4 / 202  | 1 / 101        |                |                |
| 2014  | 7e secteur de Marseille | FN    | 12 857                  | 32,88    | 1er      | 15 971   | 35,34   | 1er     | 22 / 32  | 11 / 16        | 8 / 12         |                |
| 2014  | Ville de Marseille      | FN    | 36 143                  | 22,32    | 2e       | 53 421   | 30,75   | 2e      | 75 / 202 | 39 / 101       | 41 / 102       |                |
| 2020  |                         | RN    | 7e secteur de Marseille | 7 719    | 33,48    | 1er      | 9 693   | 49,02   | 2e       | 8 / 32         | 4 / 16         | 4 / 18         |
| 2020  | Ville de Marseille      | RN    | 31 485                  | 19,44    | 3e       | 35 268   | 20,30   | 3e      | 21 / 202 | 9 / 101        | 8 / 102        |                |